# Parisiena (tipografía)
Parisiena o Parisina es un grado tipográfico que equivale a unos 5 puntos. Está entre los grados de Perla y Nomparell (que es mayor).
En la tipografía clásica era considerado un grado especial, y una imprenta podía no tenerla. 